# Bob Houghton
Robert "Bob" Douglas Houghton (nascido em 30 de outubro de 1947), mais conhecido como Bob Houghton ou Bobby Houghton, é um treinador de futebol inglês e ex-jogador. Houghton foi recentemente o treinador da Seleção Indiana. Sua carreira durou mais de 30 anos em 10 países diferentes. Ele é famoso por levar o time sueco, Malmö FF para a Final da Taça dos Clubes Campeões Europeus de 1978-79, onde perdeu para o Nottingham Forest.

## Carreira

### Início da carreira
Durante sua breve carreira como jogador, Houghton foi meio-campista do Fulham (1966-69) e do Brighton & Hove Albion (1969-70). Houghton foi um dos treinadores mais jovens a treinar no futebol inglês, tendo sido nomeado jogador-treinador do Hastings United na Southern League com apenas 23 anos. Durante esse período, ele foi um dos alunos de Allen Wade, que foi o diretor técnico da Football Association
entre 1963 e 1983. No início dos anos 1970, Houghton também treinou o Maidstone United e trabalhou como auxiliar técnico de Bobby Robson no Ipswich Town.

### Malmö FF
Ele se tornou o treinador do time sueco Malmö FF em 1974. Houghton os guiou para o sucesso nacional e internacional, chegando à final da Final da Taça dos Clubes Campeões Europeus de 1978-79, perdendo por 1 a 0 contra o Nottingham Forest. A equipe foi toda feita com jogadores locais que vieram da cidade de Malmö. Foi a primeira e até agora única vez que uma equipe sueca chegou à final da Liga dos Campeões.
Ele também venceu o campeonato sueco e o Svenska Cupen várias vezes e foi vice-campeão da Copa Intercontinental em 1979 (o Nottingham Forest se recusou a participar), a equipe sueca perdeu para o Olimpia do Paraguai (Campeão da Copa Libertadores da América de 1979).

### Revolução na Suécia
A carreira de treinador de Houghton estava intimamente ligada à de seu amigo, Roy Hodgson. Eles trabalharam juntos em Maidstone, Stranraer e no Bristol City. Eles também administraram equipes diferentes no futebol sueco ao mesmo tempo.
Houghton foi para a Suécia treinar o Malmö em 1974 e dois anos depois Hodgson foi para o Halmstad. Aos dois são creditados a transformação do futebol na Suécia pois eles trouxeram a marcação de zona para o futebol sueco. As equipes suecas da época usaram um sistema com 3 ou 5 jogadores na defesa, favorecendo a marcação homem-a-homem. Além disso, a defesa pressionava forte e fazia uma linha de impedimento. Suas equipes contra-atacaram com passes longos jogados atrás da defesa adversária.

### Décadas de 1980 e 90
Após um curto período na Grécia no Ethnikos Pireu, Houghton retornou à sua terra natal em 1980 para treinar o Bristol City. O seu período no Ashton Gate Stadium não foi bem sucedido, já que o clube foi financeiramente afetado e foi rebaixado. Houghton foi demitido após uma derrota para o Wimbledon. O próximo trabalho de Houghton foi na North American Soccer League no Toronto Blizzard, entre 1982 e 1984. Ele então treinou na Arábia Saudita no Al-Ittihad antes de voltar para a Suécia no Örgryte IS e no Malmö FF novamente. Depois de outra passagem pelo Al-Ittihad em 1993, ele foi para o time suíço, FC Zurique, em abril de 1994 e permaneceu no comando por apenas um ano antes de deixar o clube em março de 1995. Em 1996, ele se tornou o primeiro treinador do Colorado Rapids antes de ser demitido após apenas uma temporada.

### Treinando Seleções

#### China
Houghton então assumiu o controle da Seleção Chinesa no final de 1997, que havia acabado de não se classificar para a Copa do Mundo de 1998. Em poucas semanas, Houghton conseguiu memorizar os nomes de todos os seus jogadores, um feito raro para treinadores estrangeiros, e ajudou a construir uma confiança com a equipe. A China ficou em segundo lugar na Dynasty Cup pouco depois de Houghton assumir como técnico. Eles alcançaram uma medalha de bronze nos Jogos Asiáticos de 1998. Depois de não se qualificar para o torneio de futebol dos Jogos Olímpicos de Verão de 2000, Houghton deixou o cargo em 1999. Mais tarde, ele teve vários períodos como treinador de clubes na China.

#### Uzbequistão
Ele teve um breve período no comando do Uzbequistão em 2005, quando quase se classificou para a Copa do Mundo de 2006. O Uzbequistão venceu o primeiro jogo por 1 a 0, mas a FIFA declarou que o resultado seria anulado após um erro de arbitragem e o Uzbequistão foi eliminado pela regra de gols fora.

#### Índia
Depois de treinar o time chinês, Changsha Ginde, por alguns meses, Houghton foi nomeado treinador da Seleção Indiana em junho de 2006. A sua nomeação registou um progresso nas performances da Índia coroadas pela vitória na Nehru Cup em agosto de 2007. No ano seguinte, a Índia sofreu uma enorme derrota quando as Maldivas os derrotaram na final do SAFF de 2008. No entanto, Houghton levou a Índia ao título da AFC Challenge Cup ao bater o Tajiquistão por 4-1 em agosto de 2008, o que deu à Índia uma vaga na Copa da Ásia em Doha. 
Ele também comandou a equipe indiana para sua segunda vitória consecutiva na Taça Nehru em 2009. Ele renunciou em 2010 depois de não conseguir chegar a um novo contrato. Mais tarde, ele confirmou que seu contrato havia sido renovado até 2013, mas deu a entender que ele poderia rever sua decisão após a Copa da Ásia de 2011. Na Copa da Ásia, a Índia perdeu todos os seus três jogos na fase de grupos. Como esperado, a Federação Indiana expressaram desapontamento com o desempenho da equipe nacional e demitiram Houghton em 23 de abril de 2011.

## Títulos
Malmö FF
- Allsvenskan: 1974, 1975, 1977
- Svenska Cupen: 1974, 1975, 1978, 1980

Índia
- AFC Challenge Cup: 2008
- Nehru Cup: 2007, 2009